# جورج إبراهيم (فلسطيني)
جورج إبراهيم (1945-) هو مخرج فلسطيني ولد في مدينة الرملة. مؤسس ومدير عام فرقة الفنون المسرحية في القدس، ورئيس رابطة الممثلين الفلسطينيين، ومؤسس مسرح القصبة في القدس عام 1986، ومسرح وسينماتك القصبة في رام الله عام 2000. كتب وأخرج عدد من الأعمال المسرحية، وأنتج العديد من البرامج الإذاعية والتلفزيونية، وشارك في عدد من المسرحيات والبرامج التلفزيونية للأطفال، وشارك في عدة مهرجانات دولية. تم تكريمه أثناء مهرجان المسرح الوطني المحترف في دورته الرابعة باعتباره من الأسماء الفاعلة في الحركة المسرحية العربية، وحصلت مسرحيته "لغم أرضي" على جائزة أفضل أداء وفازت بكل جوائز مهرجان عكا. وفاز بجائزة العرض المتميز في مهرجان المسرح الآخر السنوي في عكا عن مسرحيته فلسطين سنة الصفر.

## أعماله
أخرج ومثل العديد من المسرحيات منها: المهرج، العذراء والموت، الزير سالم، و"ع الرمانة"، اضبطوا الساعات، مغامرات خضرة، ابتسم انت فلسطيني.